# Azzedine Ounahi
Azzedine Ounahi ( em árabe: عز الدين أوناحي  ; Casablanca, 19 de abril de 2000) é um futebolista profissional marroquino que atua como meio-campista pelo Panathinaikos, emprestado pelo Olympique de Marseille e pela seleção do Marrocos.

## Carreira
Ex-jogador da Mohammed VI Football Academy, ingressou no Strasbourg em 2018. Em agosto de 2020, mudou-se para o Avranches, clube do Championnat National . Em 14 de julho de 2021, o Angers, clube da Ligue 1, anunciou a assinatura de um contrato de quatro anos. Ele fez sua estreia profissional em 15 de agosto de 2021, marcando um gol na vitória do clube por 3 a 0 sobre o Lyon .
Em 23 de dezembro de 2021, Vahid Halilhodžić convidou para fazer parte da final da Copa das Nações Africanas de 2021 .  Fez sua estreia profissional pela seleção nacional de Marrocos na Copa das Nações Africanas de 2021, com uma vitória por 1 a 0 sobre Gana em 10 de janeiro de 2022. Em sua quarta partida com Marrocos, ele conseguiu marcar uma dobradinha na vitória por 4–1 contra a República Democrática do Congo na qualificação para a Copa do Mundo FIFA de 2022 - CAF Terceira Rodada, que marcou seu primeiro gol com a seleção nacional. Em 10 de novembro de 2022, foi convocado para a histórica seleção do Marrocos para a Copa do Mundo da FIFA 2022 no Catar .
| Nº | Encontro            | Local                                    | Oponente                       | Pontuação | Resultado | Concorrência                                   |
| -- | ------------------- | ---------------------------------------- | ------------------------------ | --------- | --------- | ---------------------------------------------- |
| 1  | 29 de março de 2022 | Estádio Mohammed V, Casablanca, Marrocos | República Democrática do Congo | 1–0       | 4–1       | Qualificação para a Copa do Mundo FIFA de 2022 |
| 2  | 29 de março de 2022 | Estádio Mohammed V, Casablanca, Marrocos | República Democrática do Congo | 3–0       | 4–1       | Qualificação para a Copa do Mundo FIFA de 2022 |